# Lichaamsdiagonaal

De 4 lichaamsdiagonalen van een balk in kleur

In de ruimtemeetkunde is een lichaamsdiagonaal een lijn tussen twee hoekpunten van een veelvlak die niet beide in eenzelfde zijvlak liggen.
In een rechthoekig blok is een lichaamsdiagonaal een lijn van een hoekpunt van het blok naar het hoekpunt dat daar in alle drie de richtingen tegenover ligt. Zo'n blok heeft vier lichaamsdiagonalen die precies even lang zijn.
De lengte {\displaystyle d} van een lichaamdiagonaal van een balk wordt gegeven door:
{\displaystyle d={\sqrt {l^{2}+b^{2}+h^{2}}}}
waarin {\displaystyle l} lengte van de balk is, {\displaystyle b} de breedte en {\displaystyle h} hoogte.